# カリーナ (小惑星)
カリーナ (491 Carina) は小惑星帯に位置する少し大きめの小惑星。1902年9月3日、マックス・ヴォルフがハイデルベルク天文台で発見した。